# Epitome de Caesaribus
Epitome de Caesaribus je ime latinskog povjesničarskog djela napisanog krajem 4. stoljeća.

## Opis
To je kratak prikaz vladavina rimskih careva od Augusta do Teodozija I. Velikog. U prošlosti se ovaj rad krivo pripisivalo Sekstu Aureliju Viktoru, no poslije se pokazalo da je to djelo bezimena autora koji je najvjerojatnije bio neki poganin. Autor djela kojeg se u povijesnoj znanosti naziva Enmannsche Kaisergeschichte i danas izgubljenih Anala Virija Nikomaha Flavijana (prijatelj Kvinta Aurelija Simaha). Iako je djelo kratko i nije svugdje pouzdano, sadrži korisne podatke.

## Vanjske poveznice
- Epitome de Caesaribus (latinski tekst)
- Epitome de Caesaribus (prijevod na engleski)